# Football Club Internazionale Milano U23
Il Football Club Internazionale Milano U23, meglio noto come Internazionale U23 o più semplicemente come Inter U23, è la seconda squadra del Football Club Internazionale Milano, società calcistica italiana con sede nella città di Milano. Milita in Serie C, la terza divisione del campionato italiano.
Fondata nel 2025, la squadra è la quarta del suo genere ad essere entrata in attività nel Paese, dopo la Juventus Next Gen, l'Atalanta U23 e il Milan Futuro ed è una delle tre formazioni, insieme alla prima squadra maschile e alla prima squadra femminile, che rappresentano il club interista in ambito professionistico — benché l'U23 sia sottoposta a limiti sia d'età anagrafica, sia in ambito strettamente sportivo-societario —, nonché, complessivamente, la seconda in ordine gerarchico all'interno del settore maschile nerazzurro, succedendo la prima squadra e precedendo la formazione Primavera, appartenente al settore giovanile.

## Storia
Nel maggio del 2018, a seguito della mancata qualificazione della nazionale maggiore italiana al campionato mondiale dello stesso anno, la FIGC ha scelto di implementare alcune nuove riforme, tra cui l'introduzione delle seconde squadre, le quali erano già presenti in alcuni dei principali campionati europei. Il primo club italiano a creare la propria squadra B fu la Juventus: la Juventus Next Gen (inizialmente nota come Juventus U23) venne ufficialmente ammessa in Serie C il 3 agosto 2018. Il 21 giugno 2023 fu l'Atalanta U23, a seguito della mancata iscrizione al campionato di Serie C del Siena, a fondare ufficialmente l'Atalanta U23 e a iscriverla alla Serie C: gli orobici diventarono così la seconda società italiana ad iscrivere una seconda squadra in un campionato professionistico. Il 27 giugno 2024, in seguito all'esclusione dell'Ancona dal campionato di Serie C, anche il Milan annunciò l'istituzione della propria seconda squadra, denominata Milan Futuro: il club meneghino fu la terza società italiana ad avere una seconda squadra iscritta in Serie C.
Il 25 luglio 2025, a seguito della mancata iscrizione in Serie C della SPAL, anche il club interista formalizzò l'iscrizione della propria seconda squadra al campionato.

## Colori e simboli

### Colori
L'uniforme di gioco dell'Inter U23, identica a quella indossata dalla prima squadra, è composta da una maglia a strisce verticali nerazzurre, abbinata a pantaloncini e calzettoni neri.

### Simboli ufficiali
La seconda squadra interista ha adottato come stemma quello più recente utilizzato dalla prima squadra maschile. Il logo, svelato il 30 marzo 2021, è una versione rivisitata di quello realizzato dall'illustratore Giorgio Muggiani nel 1908: del monogramma FCIM permangono solo le lettere I e M, mentre a livello cromatico l'oro viene accantonato e l'azzurro viene sostituito da un blu intenso.

#### Inno
L'inno è lo stesso dell'Inter, composto da Elio e interpretato da Graziano Romani, si intitola C'è solo l'Inter ed è stato pubblicato nel 2002.

## Strutture

### Stadio
A partire dalla stagione 2025-2026, il terreno di gioco che ospita gli incontri in casa dell'Inter U23 è lo Stadio Brianteo di Monza, normalmente utilizzato dall'omonima squadra locale. Il Brianteo, noto come U-Power Stadium per motivi di sponsorizzazione, ha una capienza di 17 102 posti a sedere, mentre il terreno di gioco ha una superficie di circa 105×68 metri.

## Società

### Organigramma societario
- Giuseppe Marotta - Presidente
- Javier Zanetti - Vice Presidente
- Giuseppe Marotta - Amministratore delegato
- Dario Baccin - Responsabile tecnico
- Gianluca Andrissi - Direttore sportivo

### Sponsor
- 2025- Nike

## Allenatori e presidenti
| Allenatori - 2025- Stefano Vecchi | Presidenti - 2025- Giuseppe Marotta |

## Calciatori

### Capitani
Giuseppe Prestia (2025-)

## Statistiche e record

### Partecipazione ai campionati
| Livello | Categoria | Partecipazioni | Debutto   | Ultima stagione | Totale |
| ------- | --------- | -------------- | --------- | --------------- | ------ |
| 3º      | Serie C   | 1              | 2025-2026 | 2025-2026       | 1      |

### Partecipazione alle coppe
| Competizione         | Partecipazioni | Debutto   | Ultima stagione | Totale |
| -------------------- | -------------- | --------- | --------------- | ------ |
| Coppa Italia Serie C | 1              | 2025-2026 | 2025-2026       | 1      |

### Statistiche individuali
Statistiche aggiornate al 16 agosto 2025.
| Record di presenze - 1 Richi Agbonifo (2025-) - 1 Leonardo Bovo (2025-) - 1 Simone Cinquegrano (2025-) - 1 Matteo Cocchi (2025-) - 1 Antonio David (2025-) - 1 Luca Fiordilino (2025-) - 1 Alessandro Fontanarosa (2025-) - 1 Issiaka Kamate (2025-) - 1 Riccardo Melgrati (2025-) - 1 Mattia Mosconi (2025-) - 1 Giuseppe Prestia (2025-) - 1 Gabriele Re Cecconi (2025-) - 1 Matteo Spinaccè (2025-) - 1 Luka Topalović (2025-) - 1 Matteo Venturini (2025-) - 1 Jan Żuberek (2025-) | Record di reti - 1 Issiaka Kamate (2025-) - 1 Jan Żuberek (2025-) |

## Organico

### Rosa 2025-2026
Rosa e numerazione aggiornate al 20 agosto 2025.
| N. |                     | Ruolo | Calciatore        |
| -- | ------------------- | ----- | ----------------- |
| 1  | Italia (bandiera)   | P     | Riccardo Melgrati |
| 2  | Italia (bandiera)   | D     | Tommaso Avitabile |
| 3  | Italia (bandiera)   | D     | Matteo Cocchi     |
| 5  | Grecia (bandiera)   | D     | Christos Alexiou  |
| 6  | Francia (bandiera)  | D     | Yvan Maye         |
| 7  | Italia (bandiera)   | A     | Matteo Spinaccè   |
| 8  | Italia (bandiera)   | C     | Luca Fiordilino   |
| 9  | Slovenia (bandiera) | C     | Luka Topalović    |
| 10 | Francia (bandiera)  | C     | Issiaka Kamate    |
| 11 | Italia (bandiera)   | C     | Richi Agbonifo    |
| 12 | Italia (bandiera)   | P     | Paolo Raimondi    |
| 13 | Croazia (bandiera)  | C     | Dominik Kartelo   |
| 14 | Italia (bandiera)   | C     | Leonardo Bovo     |
| 15 | Italia (bandiera)   | D     | Francesco Stante  |

| N. |                     | Ruolo | Calciatore                  |
| -- | ------------------- | ----- | --------------------------- |
| 16 | Italia (bandiera)   | C     | Matteo Venturini            |
| 19 | Italia (bandiera)   | D     | Giuseppe Prestia (capitano) |
| 21 | Marocco (bandiera)  | A     | Aymen Zouin                 |
| 22 | Italia (bandiera)   | P     | Matteo Zamarian             |
| 24 | Italia (bandiera)   | D     | Gabriele Re Cecconi         |
| 25 | Romania (bandiera)  | D     | Antonio David               |
| 26 | Italia (bandiera)   | D     | Gabriele Garonetti          |
| 30 | Italia (bandiera)   | A     | Mattia Mosconi              |
| 35 | Polonia (bandiera)  | A     | Jan Żuberek                 |
| 44 | Italia (bandiera)   | C     | Thomas Berenbruch           |
| 46 | Italia (bandiera)   | D     | Simone Cinquegrano          |
|    | Italia (bandiera)   | P     | Alessandro Calligaris       |
|    | Italia (bandiera)   | C     | Mattia Zanchetta            |
|    | Colombia (bandiera) | C     | Dilan Zárate                |

### Staff tecnico
Aggiornato al 25 luglio 2025.
- Stefano Vecchi  - Allenatore
- Omar Danesi - Allenatore in seconda
- Paolo Castelli - Preparatore dei portieri
- Alessandro Ciullini - Preparatore atletico
- Paolo Bezzi - Preparatore atletico
- Giovanni Barbugian - Collaboratore tecnico
- Mattia Costigliolo - Match Analyst
- Giacomo Toninato - Match Analyst